# Cours d'eau de la Mayenne
Presque toutes les eaux du département de la Mayenne se dirigent vers l'Océan Atlantique, par la Loire ou par la Vilaine ; une faible partie seulement se jette dans la Manche par la Sélune. Le bassin de la Loire est sans comparaison le plus vaste des trois. La Loire recueille les eaux du département par la Mayenne et la Sarthe qui se réunissent pour tomber ensemble dans la rivière connue sous le nom de Maine.

## Fleuves

Carte de la Mayenne

- La Vilaine prend sa source dans la Mayenne.
- Le Couesnon prend sa source dans la Mayenne.

## Rivières principales
- la Mayenne

## Affluents de la Mayenne
- l'Aisne
- l'Aron
- la Colmont
- l'Ernée
- la Jouanne
- l'Oudon
- l'Ouette
- la Varenne
- le Vicoin

## Affluents de la Sarthe
- l'Erve
- le Merdereau
- l'Ornette
- l'Orthe
- le Sarthon
- La Taude
- le Treulon
- la Vaige
- la Vaudelle ou Vandelle

## Affluents de la Sélune
- l'Airon
- le Cambre

## Affluents de la Vilaine
- la Cantache
- le Semnon

## Sources
- Géographie du département de la Mayenne. Adolphe Joanne. Paris : Hachette, 1881.